# William Henry Rinehart

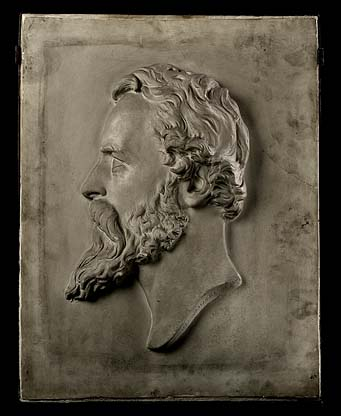
Selbstporträt Relief Büste (um 1850–1874)

William Henry Rinehart (* 13. September 1825 in Union Bridge, Maryland; † 28. Oktober 1874 in Rom) war ein amerikanischer Bildhauer.

## Leben
Rinehart wurde als Sohn von Israel Rinehart (1792–1871) und Maria Rinehart, geborene Snader, (1797–1865) in der Nähe von Union Bridge, Maryland geboren, wo er bis knapp zum achtzehnten Lebensjahr die Schule besuchte. Anschließend begann er auf der Farm seines Vaters zu arbeiten und wurde Assistent bei einem Steinmetz in der Nachbarschaft. Im Jahre 1844 begann er eine Lehre als Steinmetz und studierte Bildhauerei am Maryland Institute College of Art.
Im Jahr 1855 ging er nach Italien, um seine Studien fortzusetzen. Aus dieser Zeit stammen seine ersten beiden Werke, zwei Flachreliefs in Marmor, „Morgen“ und „Abend“. Nach seiner Rückkehr zwei Jahre später eröffnete er ein Atelier in Baltimore, wo er zahlreiche Büsten und eine Brunnen-Figur für den Hauptsitz des United States Postal Services in Washington, D.C. schuf. Zwei Bronzefiguren aus diesem Atelier („Pionier“ und „Indianer“) flankieren die Uhr in der Abgeordnetenkammer des Kapitols in Washington.
Im Jahre 1858 ließ er sich in Rom nieder, wo er den Rest seines Lebens verbrachte. Die Ausführung zahlreicher Aufträge für vermögende und kultivierte Kunden führte dazu, dass Rinehart in seinem Leben finanziell erfolgreich war. Diese Auftraggeber besuchten ihn oftmals in Italien, um mit ihm die geplanten Projekte für die Ausstattung ihrer Güter zu besprechen. Rineharts bedeutendster Förderer und Sponsor war William Thompson Walters, der Gründer der „Walters Art Gallery“ in Baltimore, aus dem das Walters Art Museum hervorging. Zweimal, in den Jahren 1866 und 1872, reiste er in die Vereinigten Staaten, ehe er im Jahre 1874 in Rom verstarb. Rinehart ist auf dem Green Mount Cemetery in Baltimore begraben.

## Nachlass
William Henry Rinehart vermachte seinen Nachlass der Privathochschule Maryland Institute College of Art, welche ihm zu Ehren die „Rinehart School of Sculpture“ gründete und das Rinehart-Stipendium vergibt.
Werke von Rinehart – meist menschliche Figuren in klassizistischem Stil – sind in öffentlichen Sammlungen, wie dem Metropolitan Museum of Art, der National Gallery of Art, dem Walters Art Museum, dem Museum of Fine Arts, Boston, dem Brooklyn Museum of Art, dem Carnegie Museum of Art oder dem Columbus Museum of Art in Columbus zu finden.

## Werke (Auswahl)

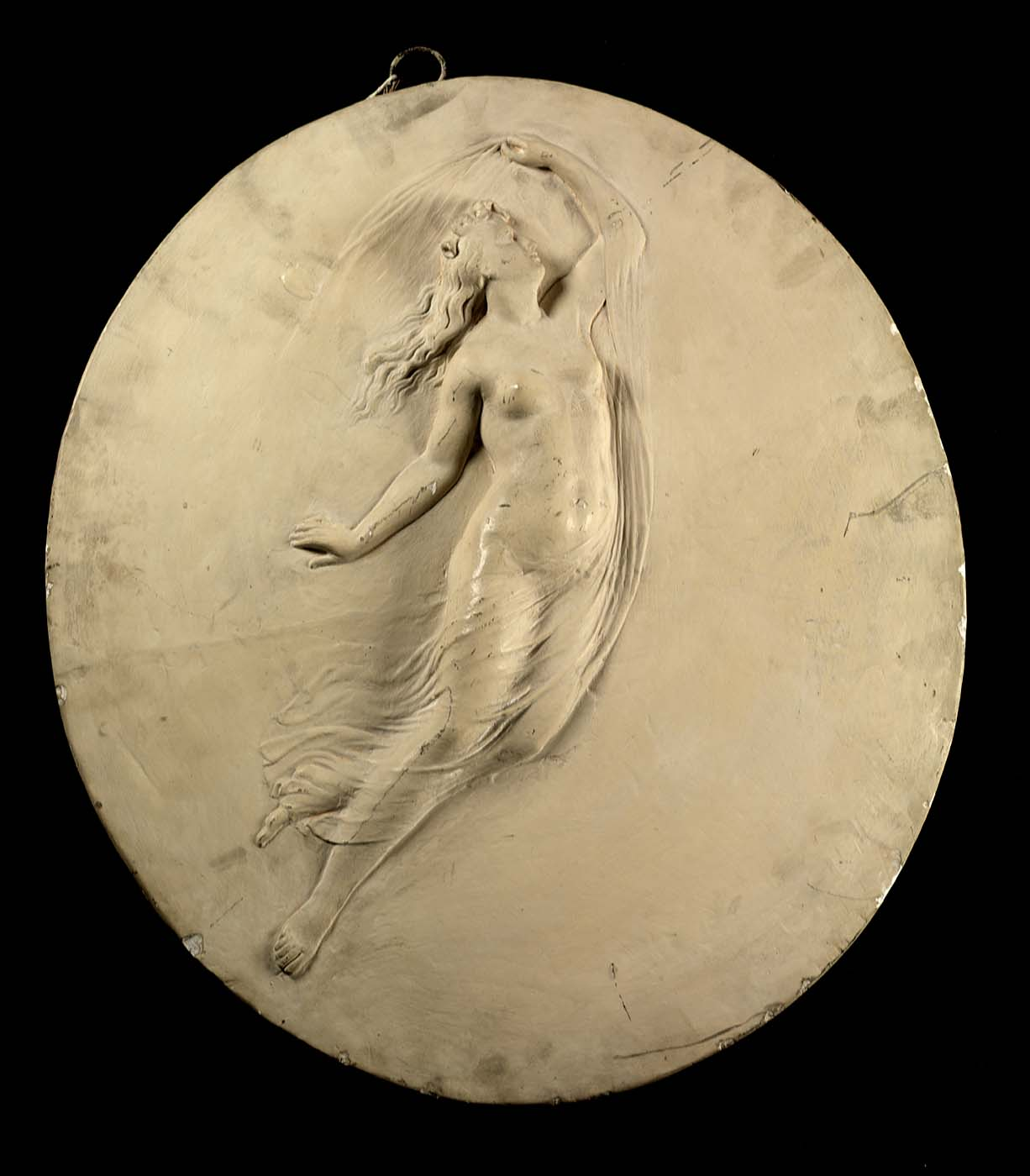
Relief von „Morgen“, Gips

- Entwurf für „Morgen“ und „Abend“ (um 1856), Gips, (Smithsonian American Art Museum)
- „Pionier und Indianer“ (1858), Bronze, Monumentale Uhr, (Abgeordnetenkammer des US-Kapitols, jetzt in der Krypta des Kapitols ausgestellt)
- „Schlafende Kinder“ (1859), Marmor, Sisson-Grab, (Green Mount Cemetery in Baltimore, Maryland)
- „Rebecca am Brunnen“ (1859 bis 1861), Marmor, (Corcoran Gallery of Art), Marmor-Replik (1872) am Metropolitan Museum of Art
- Büste der Ehefrau von William Thompson Walters (1862), Marmor, (Walters Art Museum)
- „Held“ (1866), Gips, (Smithsonian American Art Museum)
- „Apollo und Diana“ (1871–1872), Gips, (Smithsonian American Art Museum)
- Statue von Roger B. Taney (1887), Bronze (Mount Vernon Place in Baltimore), produziert von der Königlichen Erzgießerei in München[4]